# سيلفيانا سفيرينغو
سيلفيانا ماريا سفينرينغو غيورغي (بالرومانية: Silviana-Maria Sfiringu-Gheorghe)‏ هي لاعبة جمباز فني رومانية ولدت في يوم 1 سبتمبر 2004 في بلدة مجيدية في رومانيا. أبرز إنجازاتها هو فوزها بأربعة ميداليات في بطولة أوروبا للشباب منها اثنان برونزية في بطولة 2019 وفضية في بطولة 2018.